# Cryptazeca monodonta
Cryptazeca monodonta é uma espécie de gastrópode  da família Cochlicopidae.
Pode ser encontrada nos seguintes países: França e Espanha.